# Йюксен
Йюксен (нем. Jüchsen) — посёлок в Германии, в земле Тюрингия. 
Входит в состав района Шмалькальден-Майнинген. Подчиняется управлению Грабфельд.  Население —  1644 чел.. Занимает площадь 27,53 км².